# Ali Hatami
Pour les articles homonymes, voir Hatami.
Abbas Ali Hatami (en persan:  عباس علی حاتمی), né le 19 août 1944 à Téhéran et mort le 7 décembre 1996 dans la même ville, est un réalisateur, scénariste, costumier, et producteur de cinéma iranien.

## Biographie
Abbas Ali Hatami est né à Téhéran. Il étudie le 7e art au Collège des arts dramatiques. Il débute en tant que scénariste pour des courts métrages. C'est en 1970 qu'il entame réellement sa carrière avec Hassan Kachal (« Hassan le chauve »), avec Parviz Sayyad dans le rôle principal. Son style est composé de dialogues mélodieux et une tradition d'ambiance iranienne.
Hatami réalise trois séries télévisées historiques, toutes considérées comme des œuvres éternelles dans l'histoire de la télévision iranienne. Entre-temps, il fait construire un site cinématographique des anciens quartiers de Téhéran de l'époque Qadjar et les débuts de la dynastie Pahlavi où il tourne la série télé Hezar Dastan. Le site est utilisé pour le tournage de nombreux films et séries télévisées tels Agence (1997), Le Ruban rouge (1998), La Vague morte (2000), Hauteur basse (2001) et beaucoup d'autres.
Il s'est marié avec l'actrice Zari Khoshkam. Leur fille, Leila Hatami est aussi actrice de cinéma.

## Filmographie
Réalisateur
- 1971 : Toughi
- 1971 : Khastegar
- 1971 : Baba Shemal
- 1972 : Sattar Khan
- 1972 : Ghalandar
- 1978 : Sooteh-Delan (en)
- 1978 : Hezar Dastan
- 1982 : Hajji Washington
- 1984 : Kamalolmolk
- 1985 : Jafar Khan az Farang Bargashte
- 1991 : La Mère
- 1992 : Del Shodegan
- 1997 : Komiteh mojazat

Scénariste
- 1970 : Hassan, le chauve (Hassan Kachal)
- 1971 : Toughi
- 1971 : Khastegar
- 1971 : Baba Shemal
- 1972 : Sattar Khan
- 1972 : Ghalandar
- 1974 : Soltan-e Sahebgharan (en)
- 1978 : Sooteh-Delan (en)
- 1984 : Kamalolmolk
- 1991 : Madar
- 1997 : Komiteh mojazat

Costumier
- 1971 : Toughi
- 1972 : Sattar Khan
- 1974 : Soltan-e sahebgharan (en)
- 1978 : Sooteh-Delan (en)
- 1991 : Madar
- 1992 : Del Shodegan

Producteur
- 1971 : Toughi
- 1972 : Sattar Khan
- 1978 : Sooteh-Delan (en)
- 1991 : Madar
- 1992 : Del Shodegan

## À noter
- Aein Cheragh Khamooshi Nist (inscription gravée sur sa tombe).
- Il est le père de l'actrice Leila Hatami. Il est aussi l'un des réalisateurs les plus influents en Iran.
- Il est le premier réalisateur iranien à avoir réalisé une comédie musicale, avec Hassan Kachal.